# Manuel Azpeitia Palomar
Manuel Azpeitia Palomar (* 8. Februar 1862 in Guadalajara; † 28. Februar 1935) war ein mexikanischer römisch-katholischer Geistlicher und Bischof von Tepic.

## Leben
Manuel Azpeitia Palomar empfing 1885 das Sakrament der Priesterweihe für das Erzbistum Guadalajara. Er erwarb Lizenziate in den Fächern Kanonisches Recht und Zivilrecht.
Am 1. August 1919 ernannte ihn Papst Benedikt XV. zum Bischof von Tepic. Der Erzbischof von Guadalajara, Francisco Orozco y Jiménez, spendete ihm am 23. November desselben Jahres die Bischofsweihe; Mitkonsekratoren waren der Bischof von Sinaloa, Francisco Uranga y Sáenz, und der emeritierte Bischof von Querétaro, Francisco Banegas y Galván. Die Amtseinführung erfolgte am 23. Dezember 1919.
Azpeitia Palomar starb im Februar 1935 und wurde in der Kathedrale Purísima Concepción in Tepic beigesetzt.